# Флавий Рустиций
Вижте пояснителната страница за други личности с името Рустиций.
Флавий Рустиций (на латински: Flavius Rusticius) е политик и генерал на Източната Римска империя през 5 век.
Рустиций е номиниран за magister militum per Thracias (на Тракия) от император Лъв I и през 464 г. е сменен от бъдещия император Флавий Василиск. През 464 г. той става консул заедно с Аниций Олибрий.